# Ekaterina Maximova
Pour les articles homonymes, voir Maximova.

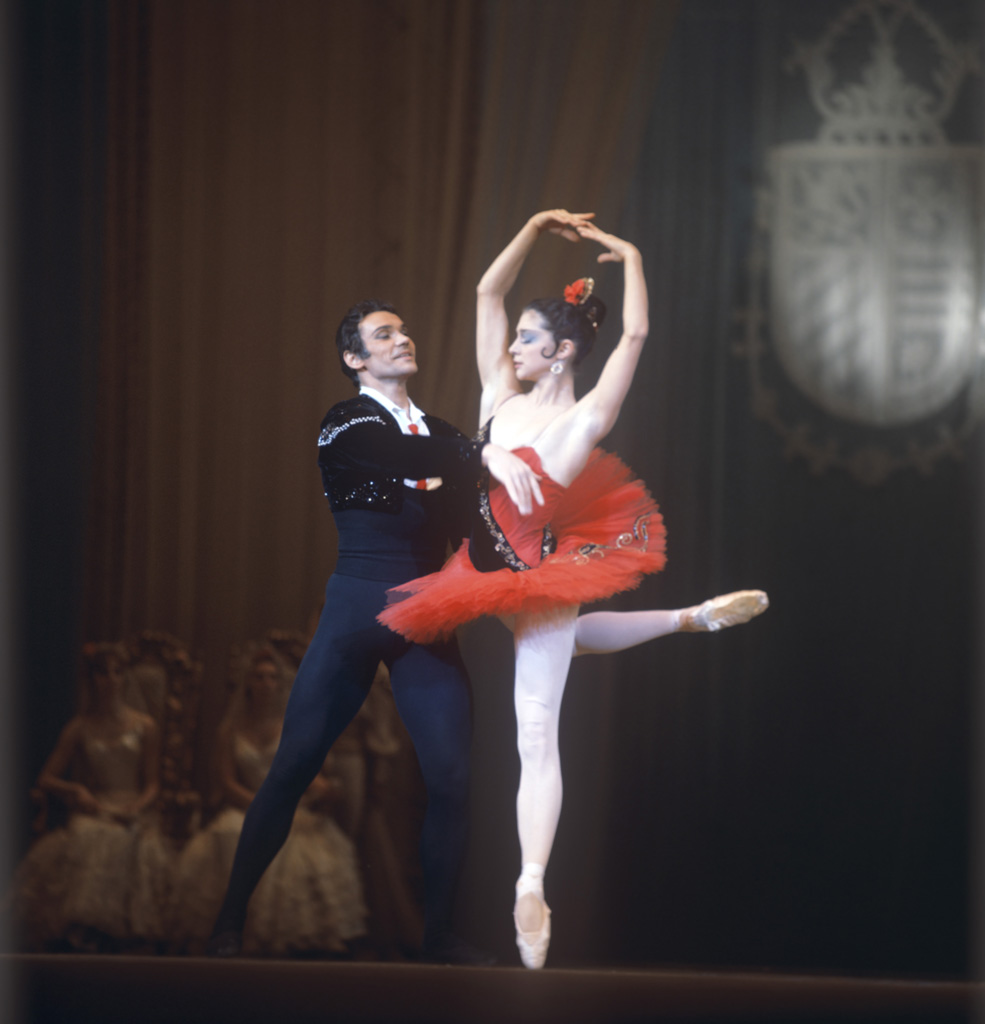
Ekaterina Maximova et Vladimir Vassiliev

Ekaterina Sergueïevna Maximova (en russe : Екатерина Сергеевна Максимова) est une danseuse russe, née le 1er février 1939 à Moscou et morte le 28 avril 2009, à Moscou. Étant l'une des danseuses les plus populaires et les plus admirées de son siècle, elle ne cessa de remporter succès sur succès et ce, partout dans le monde,. Elle fut l'épouse du danseur et chorégraphe réputé Vladimir Vassiliev, qui devint ainsi son partenaire à la ville comme il l'était à la scène.

## Biographie
Elle naît dans une famille d'intellectuels. Elle est la petite-fille du philosophe Gustav Speth (1879-1937). Élève apparemment très douée de l'École de danse du Théâtre Bolchoï, elle intègre le corps de ballet de la compagnie en 1958, en ayant déjà à son actif le rôle de Macha (Clara en Occident) dans Casse-noisette (de la version de Vassili Vainonen). Deux ans plus tard, elle interprète pour la première fois le rôle-titre de Giselle, sous la direction de la grande ballerine Galina Oulanova.
Son premier grand succès a lieu un an plus tard, alors qu'elle danse le rôle de Katerina dans La Fleur de Pierre ; ce ballet marque également le début d'une collaboration de vingt ans avec le chorégraphe Iouri Grigorovitch. Abondamment distribuée dans les tournées du Théâtre Bolchoï hors du pays, elle intègre des projets de chorégraphes occidentaux (à l'instar de Roland Petit, John Cranko, Pierre Lacotte, Maurice Béjart…) et participe par son talent et sa renommée à l'évolution et l'avènement de la danse soviétique, avec des ballets comme Spartacus ou Flammes de Paris. Mariée à Vladimir Vassiliev, elle interprète également de nombreuses chorégraphies qu'il écrit pour elle, dont la plus célèbre est certainement Aniouta (1982), ballet filmé pour le cinéma, d'après la nouvelle «Anna sur le cou» de Tchekhov.
À partir de 1982, elle enseigne au GITIS (aujourd'hui Académie russe des arts du théâtre) (chaire de chorégraphie).
Retirée de la scène du Bolchoï en 1988, elle enseigne d'abord comme répétitrice au théâtre du Kremlin, puis comme maîtresse de ballet-répétitrice pour le Théâtre Bolchoï et suit tout particulièrement la carrière de l'étoile Svetlana Lunkina, qui sous son impulsion danse Giselle alors qu'elle n'a que 18 ans, et de la soliste Anna Nikoulina.
Le Théâtre Bolchoï organise une cérémonie en son honneur le 30 avril 2009. Elle est enterrée au cimetière de Novodiévitchi à Moscou, aux côtés de personnalités comme Tchekhov, Chostakovitch ou Prokofiev.

## Récompenses
- 1964 : médaille d'or du Concours international de ballet de Varna
- 1971 : Ordre du Drapeau rouge du Travail
- 1972 : Prix du Komsomol
- 1973 : Artiste du peuple de l'URSS
- 1976 : ordre de Lénine
- 1981 : prix d'État de l'URSS
- 1981 : ordre de l'Amitié des peuples
- 1984 : prix des frères Vassiliev
- 1991 : Turandot de cristal
- 1999 et 2008 : ordre du Mérite pour la Patrie

## Répertoire
(non exhaustif)
(année de première interprétation du rôle)
- Le Lac des Cygnes : Odette-Odile
- 1960 : Giselle : Giselle, une paysanne
- La Fleur de Pierre : Katerina
- 1966 : Casse-noisette : Macha
- 1968 : Spartacus : Phrygia
- La Fontaine de Bakhtchisaraï : Maria, danseuse à la cloche
- Roméo et Juliette : Juliette
- Flammes de Paris : Jeanne
- La Belle au bois dormant : Aurore, Princesse Florine
- Gayaneh : Noune
- Cendrillon : Cendrillon, Printemps
- Don Quichotte : Kitri
- Spartacus : Phrygie
- Le Spectre de la rose : la jeune fille
- Nathalie : Nathalie
- La Création du monde : Eve
- La Traviata : la danseuse espagnole
- Aniouta : Aniouta
- Onéguine : Tatiana
- Gaîté Parisienne : la gantière

## Filmographie
- Cendrillon (1968), avec Raïssa Stroutchkova, Guennadi Lediakh et les danseurs du Théâtre Bolchoï
- Roméo et Juliette (1974), avec Vladimir Vassiliev et les danseurs du Théâtre Bolchoï
- Galatée (film, 1977), avec Māris Liepa
- Casse-noisette (1978), avec Vladimir Vassiliev et les danseurs du Théâtre Bolchoï
- Le vieux tango (film, 1979)
- La Fleur de Pierre (1979), avec Vladimir Vassiliev et les danseurs du Théâtre Bolchoï
- La création du monde (film, 1982)
- Aniouta (1982), avec Vladimir Vassiliev et les danseurs du Théâtre Bolchoï
- Spartacus (1983), avec Vladimir Vassiliev et les danseurs du Théâtre Bolchoï
- La Traviata (1983), avec Vladimir Vassiliev, film de Franco Zeffirelli

Le couple apparaît également dans le film Katia et Volodia, du réalisateur Dominique Delouche.